# Sivaganga
|  | Per a altres significats, vegeu «Sivaganga (ciutat)». |

Sivaganga fou un estat tributari protegit del tipus zamindari a la subdivisió de Ramnad del districte de Madura, presidència de Madràs, amb una superfície de 4.350 km² i una població (1901) de 394.206 habitants. El seu tribut o peshkash era de tres lakhs. Antigament fou part del zamindari veí de Ramnad governat pel setupati (senyor del camí, referit al camí del temple de Rameshwaram).

## Història
Regunatha Setupati àlies Kilavan Setupati, setè sobirà de Ramnad, va governar entre 1674 i 1710; coneguda la valentia del poligar Peria Oodayan de Nalukottai li va cedir un territori suficient per mantenir un exèrcit de mil homes. Vijaya Regunatha Setupati va esdevenir el vuitè sobirà de Ramnad el 1710 a la mort de Kilavan Sethupathy i va donar a la seva germana Akilandeshwari Nachiar en matrimoni a Sasivarnan Tevar, el fill de Peria Oodayan, amb una dot de terres per mantenir un exèrcit de mil homes i les fortaleses de Piranmalai, Tiruppathur, Sholapuram i Tiruppuvanam amb el port de Thondi.
En aquest temps Bhavani Sankaran, fill de Kilavan, va conquerir Ramnad i arrestà Sundareswara Regunatha Setupati, que havia succeït al seu pare Regunatha Setupati i havia esdevingut el 9è sobirà de Ramnad. Bhavani Sankaran es proclamà a si mateix raja de Ramnad (el 10è sobirà) i va regnar de 1726 a 1729. En el seu govern es va enfrontar amb Sasivarnan Tevar Peria Oodayan de Nalukottai i el va foragitar del seu estat o palayam. Kattayan, germà del difunt Sundareswara Regunatha Setupati va fugir de Ramnad i es va refugiar amb el raja de Tanjore, Tuljaji, mentre Sasivarna Tevar que fugia a través de la jungla es va trobar a un savi de nom Sattappiah que feia thapas (meditació) sota un arbre; el deposat poligar li va demanar consell i el savi el va enviar a Tanjore per matar a un tigre que el raja tenia per comprovar la valentia dels homes. Sasivarnan va anar a Tanjore on va trobar a Kattaya Tevan o Tevar, també refugiat allí. El raja de Tanjore, satisfet amb Sasivarman i Kattayan, els va ajudar a recuperar els seus dominis i va enviar a un general contra Bhavani Sankaran mentre Sasivarnan i Kattayan atacaven també amb els seus partidaris i un exèrcit facilitat pel raja de Tanjore. Bhavani Sankaran fou derrotat en la batalla d'Uraiyur i Kattaya va entrar a Ramnad el 1730 i va esdevenir l'11è rei. Raja Sasivarnan va rebre dos terços del país i va governar a Nalukottai i Sivaganga (1730-1750). Sasivarman va esdevenir independent i fou conegut com el "petit maravan" (els maravans eren la casta a la qual pertanyien tant el poligar com el setupati).
El va succeir el seu fill Raja Mutu Vaduganathan (1750-1772). Va oferir una factoria als anglesos que la van rebutjar i llavors la va oferir als holandesos que la van acceptar; això va molestar als britànic que van atacar al raja i l'ofensiva fou dirigida per Joseph Smith des de l'est i Benjour des de l'oest (juny de 1772). El sobirà va intentar tallar el seu avanç però el 21 de juny de 1722 els dos grups invasors es van reunir a Sivaganga que van ocupar i l'endemà van ocupar Kalayarkoil amb les fortaleses de Keeranoor i Sholapuram. Benjour va topar amb el principals cos de forces del raja el 25 de juny de 1772 i en la batalla Mutu Vaduganatha i molts dels seus seguidors van morir. La rani Velu Nachiar i la filla Vellachi Nachiar amb el ministre Tandavaraya Pillai van fugir a Virupakshi a Dindigul. Després se'ls van unir altres ministres i servidors. La rani va restar sota protecció d'Haidar Ali.
Més tard va recuperar el zamindari per decisió del nawab i fou administrat per Rani Velu Nachiar i els germans Marudu (comandants militars) pagant un tribut al nawab. Rani Velu Nachiar, els germans Marudu van arribar a un acord i la rani va poder governar el país, Chinna Marudu, el germà jove, seria ministre i Vellai Marudu, el germà gran, comandant en cap de l'exèrcit (1780). Vers 1790 va morir la rani i els germans Marudu van tenir el govern. Eren els fills d'Udayat Servai àlies Mookiah Palaniappan Servai i Anandayer àlies Ponnathal, i natius de Kongulu; eren de la casta Servaikaran i la família es deia Marudu. Els germans van atacar territoris del nawab amb dotze mil homes i el 10 de març de 1789 el nawab va demanar ajut als britànics. El 29 d'abril de 1789 els britànics van atacar Kollangudi però foren derrotats. Després de diverses lluites finalment els britànics es van imposar i els dos germans foren executats al fort de Tiruppathur a Sivaganga el 24 d'octubre de 1801. La rani havia mort poc abans (1800). El 1801 els britànics van declarar zamindar a Udaya Tevan d'una branca emparentada amb el que es va fer l'acord permanent del 1803.
En endavant l'estat va estar mal governat i embolicat en litigis; un dels litigis va durar molt de temps i va costar molts diners; el zamindar va haver de cedir territoris vitalíciament a europeus a canvi del pagament dels deutes i finalment van obtenir l'administració de tot l'estat per 30 anys. A l'inici del segle XX va pujar al poder un menor, sota el control de la Cort de Wards.
L'estat estava format pels tahsils de Sivaganga, Tiruppattur i Tiruppuvanam. La població el 1901 era de 155.909 habitants. El tahsil i el zamindari tenia com a capital a Sivaganga (ciutat) amb 9.097 habitants i hi havia 520 pobles.